# Farmacity
Farmacity es una empresa argentina fundada en 1997 que opera en 15 provincias, en la Ciudad Autónoma de Buenos Aires y en el área metropolitana de Montevideo, en Uruguay. Es una de las principales compañías de venta minorista de medicamentos, salud y bienestar en Argentina. Cuenta con más de 7.800 empleados, de los cuales 700 son farmacéuticos. 
La sede central de Farmacity se encuentra en la Ciudad de Buenos Aires. Tiene dos centros de distribución ubicados en la Provincia de Buenos Aires y Córdoba, y dos droguerías, una en el barrio porteño de Chacarita (Buenos Aires) y otra en la provincia de Córdoba.
A partir de 2013, la empresa empezó a incorporar nuevas unidades de negocio para complementar su oferta de productos y servicios: Simplicity, Get The Look y The Food Market.
En 2019, Farmacity ingresó al Salón de la Fama de las Grandes Marcas  Al mismo tiempo, desde 2013 es reconocida por el Ranking Merco como una de las 100 empresas con mejor reputación corporativa de la Argentina.

## Historia
Farmacity inauguró su primera su primera sucursal en barrio de San Nicolás en 1997 y Flores y Villa Crespo.

En 2013, con el objetivo de diversificar su oferta, la compañía lanzó los formatos Simplicity y Get The Look. El primero de ellos, se creó para ofrecer una amplia variedad de productos de cuidado personal, belleza, moda, hogar y entretenimiento; y el segundo, enfocado en el maquillaje, la belleza y la perfumería.
Farmacity incursionó en el comercio electrónico a través de su propia plataforma a partir de 2014. Inicialmente se comercializaron más de 14.000 productos de cosmética y cuidado personal. Luego, en 2017, la compañía invirtió 6,3 millones de dólares para aumentar la capacidad operativa de su centro de distribución ubicado en Ciudadela, provincia de Buenos Aires.
En 2018, la empresa llevó a cabo la primera edición de "Look Que Transforma", 
En 2020, habilitó la plataforma online de Get The Look
En 2022, Farmacity se asoció con The Food Market, startup argentina dedicada a la alimentación saludable y sustentable, que a partir de esta alianza comenzó a extender su presencia a través de tiendas físicas.
En 2023, Simplicity lanzó su propio e-commerce ofreciendo más de 8.000 productos catalogados en 400 categorías.

## Controversias
Desde la Confederación Farmacéutica Argentina (COFA) buscan evitar la formación de monopolios y diferenciar entre paciente y consumidor sostiene la advertencia de la Organización Mundial de la Salud (OMS) que "no hay medicina eficiente sin una gestión eficaz de los medicamentos". La declaración apunta a la competencia desleal y a la violación de la ley de medicamentos (Ley 26.567) que prohíbe la venta en góndolas. Por dicha situación Farmacity también ha sido denunciada por la ONG Proconsumer y la Cámara en lo Contencioso Administrativo Federal determinó que la venta de medicamentos debe hacerse en mostrador.
Desde que la firma llegó en 1997 se cerrensolo en el ámbito de la Ciudad de Buenos Aires. Y en suelo porteño la ley federal de farmacias 17 565 afirma que solo se podrá vender productos del tipo farmacéutico, mientras que en la cadena se venden otros productos tales como golosinas y gaseosas.
En la provincia de Mendoza se suscitó un debate ante la inminente llegada de la cadena Farmacity ya que cuenta con legislación que desalienta a los grupos económicos limitando el número de locales a manos de una misma persona. 23 sucursales de farmacias fueron transferidas a Farmacity. Primero, el entonces Ministro de Salud Juan Carlos Belher lo prohibió por Resolución 1.756, seguido a ello, fue permitida por decreto del exgobernador de la provincia Celso Jaque antes de terminar su mandato. Por ello se inició una disputa liderada por el Colegio de Farmacéuticos, la Cámara de Farmacias, la Cooperativa Farmacética, el Centro de Empresarios Farmacéuticos y Farmasur pasando el conflicto a manos de la Corte Suprema de Justicia dónde se falló a favor de los reclamantes.
En 2018 fue procesado Raúl Alejandro Ramos, exsecretario macrista de Políticas, Regulación e Institutos del ministerio de Salud por cajonear expedientes y negarse a sancionar a Farmacity, la empresa que fundó y presidió hasta 2015 Mario Quintana, el vicejefe de Gabinete y uno de los colaboradores más cercanos a Mauricio Macri.La imputación  dictada por el juez federal Sebastián Ramos, fue por dictar tardíamente resoluciones de tipo sancionatorias en distintos expedientes contra la empresa, en una supuesta protección por parte del funcionario. La denuncia fue impulsada por la Confederación Farmacéutica Argentina (COFA) e investigada por la fiscal Paloma Ochoa, por considerar que el funcionario se demoró y negó a sancionar a Farmacity por violar regulaciones del sector.
En junio de 2018 Quintana fue imputado por la justicia, a pesar de la defensa pública que le dedicó la titular de la Oficina Anticorrupción (OA), la política del PRO Laura Alonso desde su oficina. También se investiga si la empresa fue beneficiada con convenios con el PAMI desde la llegada al gobierno de Cambiemos. Pero además señaló presuntas maniobras, incluso adulteración, con miras a lograr la instalación de locales de Farmacity en la provincia de Buenos Aires, donde la ley impide la venta de medicamentos por parte de sociedades anónimas. La causa está a cargo del juez federal Ariel Lijo.
El fiscal pide investigar también otros datos complementarios revelados en el programa de Radio 10 de Gustavo Sylvestre. Planteó como hipótesis, primero, el “conflicto de capitales”. Como ejemplo puso los convenios que consiguió Farmacity con el PAMI, producto de reavivar un viejo reclamo –impulsado por el propio Quintana– contra cámaras y colegios farmacéuticos entre otras entidades, ya que la firma se decía discriminada. Buscaba extender PAMI a la mayor cantidad de sucursales y a la vez tener que cubrir un menor porcentaje de esos medicamentos.
El fiscal González planteó investigar también la “presunta adulteración de documentación en la que habría incurrido Quintana a los fines de la habilitación de farmacias de Farmacity en la provincia de Buenos Aires”; así como “supuestas influencias en la Corte Suprema para controvertir el rechazo a la presunta violación de la ley que rige la profesión farmacéutica”. En el máximo tribunal tramita el reclamo de Farmacity para poder operar e instalar farmacias en territorio bonaerense donde la ley establece que no puede ser una sociedad la proveedora de medicamentos. La causa tuvo un dictamen -no vinculante- de la Procuración, a favor de Farmacity, por parte del procurador interino Eduardo Casal considerado afín al gobierno. También se investigan  las declaraciones juradas de Quintana desde 2015 y a sus empresas que desde diciembre de 2015 son proveedoras del Estado, en particular del PAMI,  el fiscal pidió que el PAMI, deberá entregar los legajos vinculados con la aparente contratación de Farmacity y otras empresas allegadas.
En 2017 y 2018 se denunciaron convenios millonarios entre el PAMI y Farmacity que según la Confederación de farmacéuticos tendrían como objetivo beneficiar a Quintana, con 15 millones por mes al bajársele la bonificación a Farmacity del 26 al 15 por ciento, además como beneficio adicional el PAMI le dio a la empresa del vicejefe de gabinete el alta para que atienda en todas las sucursales que no tienen PAMI. El  convenio del PAMI, que propone a Farmacity como prestador, puso en alerta a la Confederación Farmacéutica Argentina (COFA) y a los distintos colegios de farmacéuticos del todo el país.

## Modelo de negocio
Las unidades de negocio de Farmacity son:
- Farmacity: red de farmacias presente en 14 provincias y la Ciudad Autónoma de Buenos Aires.
- Simplicity: tienda multimarca de productos de belleza, moda, hogar, cuidado personal y entretenimiento. Tiene presencia en la Provincia de Buenos Aires, Provincia de Mendoza, Provincia de Santa Fe y la Provincia de Entre Ríos.
- Get The Look: tienda exclusiva de cosmética, maquillaje y perfumería presente en la Ciudad Autónoma de Buenos Aires, la Provincia de Buenos Aires y la Provincia de Mendoza.
- The Food Market: mercado de alimentos saludables.

## Servicios de Salud
Farmacity tiene 74 Gabinetes de Salud distribuidos en 9 provincias.

## Sucursales
Actualmente Farmacity y sus unidades de negocios operan en:

### Argentina
- Ciudad de Buenos Aires
- Provincia de Buenos Aires: Aeropuerto Internacional Ministro Pistarini, Mar del Plata
- Provincia de Córdoba: Ciudad de Córdoba - Villa María -  Río Cuarto - San Francisco - Villa Allende
- Provincia de Jujuy: San Salvador de Jujuy
- Provincia de Entre Ríos: Gualeguaychú - Paraná
- Provincia de San Luis: Villa Mercedes - Ciudad de San Luis
- Provincia de Misiones: Posadas - El dorado - Oberá
- Provincia de Salta: Ciudad de Salta
- Provincia de Chaco: Resistencia -  Sáenz Peña
- Provincia de Formosa: Formosa
- Provincia de Santiago del Estero: Santiago del Estero - La Banda
- Provincia de La Rioja: Ciudad de La Rioja
- Provincia de La Pampa: Santa Rosa Capital - General Pico
- Provincia de Santa Fe: Venado Tuerto - Ciudad de Santa Fe -  Rosario - Rafaela
- Provincia de San Juan:  San Juan
- Provincia de Mendoza: Ciudad de Mendoza - Guaymallén - Godoy Cruz -  Maipú -  Las Heras -  La Paz -  San Martín - Chacras de Coria - Tunuyán -  San Rafael

### Uruguay
- Departamento de Montevideo: Pocitos - Punta Carretas - Buceo
- Departamento de Canelones: Atlántida

## Controversias

### Comercialización de medicamentos
La Cámara en lo Contencioso Administrativo Federal determinó en 2012 que la venta de medicamentos debe hacerse en mostrador de farmacia. La medida fue adoptada en el marco de una acción de amparo promovida por la Asociación de Protección de Consumidores del Mercado Común del Sur (Proconsumer).

### Comercialización de alimentos y bebidas
En 2014, a través del decreto 98/14 de la Ciudad Autónoma de Buenos Aires, las farmacias quedaron habilitadas a llevar adelante otras actividades comerciales mientras no interfieran con la venta de medicamentos.

### Fallos judiciales
En el año 2012, Farmacity realizó una presentación judicial para poder operar en la provincia de Buenos Aires porque la ley provincial N° 10.606 excluía a las sociedades anónimas como propietarias de farmacias. En 2021, la Corte Suprema falló a favor de la legislación provincial.

### Otras causas judiciales
En 2018 fue procesado Raúl Alejandro Ramos, exsecretario de Políticas, Regulación e Institutos del Ministerio de Salud durante la gestión de Mauricio Macri. La causa fue por dictar tardíamente resoluciones de tipo sancionatorias en distintos expedientes contra la empresa. La denuncia fue impulsada por la Confederación Farmacéutica Argentina (COFA).
En junio de ese año Mario Quintana fue imputado por el fiscal federal Ramiro Gónzalez. Se buscó determinar si cometió delito al poseer acciones que le otorgaban el control de la empresa y al mismo tiempo ser funcionario nacional.
Cuando Mario Quintana asumió en la función pública renunció tanto a la presidencia como al directorio de Farmacity, lo cual fue formalizado a través de una nota de fecha 23 de noviembre del 2015. Desde entonces, no tuvo más injerencia en la dirección de la compañía. Posteriormente, el 15 de agosto de 2018, se desprendió del porcentaje minoritario de acciones que conservaba y dio por concluido todo vínculo con la empresa.